# Вітково (Семполенський повіт)
Вітково (пол. Witkowo) — село в Польщі, у гміні Камень-Краєнський Семполенського повіту Куявсько-Поморського воєводства.
Населення — 218 осіб (2011).
У 1975-1998 роках село належало до Бидгощського воєводства.

## Демографія
Демографічна структура станом на 31 березня 2011 року:
|          | Загалом | Допрацездатний вік | Працездатний вік | Постпрацездатний вік |
| -------- | ------- | ------------------ | ---------------- | -------------------- |
| Чоловіки | 114     | 27                 | 76               | 11                   |
| Жінки    | 104     | 15                 | 72               | 17                   |
| Разом    | 218     | 42                 | 148              | 28                   |